# Amparo Valcarce
María Amparo Valcarce García, née le 24 janvier 1956 à Fabero (province de León), est une femme politique espagnole membre du Parti socialiste ouvrier espagnol (PSOE). Elle est secrétaire d'État à la Défense depuis 2022.
Elle est élue députée au Congrès en 1996. En 2004, elle devient secrétaire d'État aux Services sociaux et conserve ce poste jusqu'à sa nomination comme déléguée du gouvernement dans la communauté de Madrid, en 2009. Elle est élue en 2011 députée à l'Assemblée de Madrid sur la liste de Tomás Gómez, qu'elle avait soutenu lors de l'élection primaire au sein du PSOE quelques mois plus tôt. 
Retirée de la politique à partir de 2015, elle y revient à partir de 2018 au sein du ministère de la Défense. Elle est directrice générale jusqu'en 2020, puis sous-secrétaire jusqu'en 2022, quand elle devient secrétaire d'État.

## Vie privée
María Amparo Valcarce García naît le 24 janvier 1956 à Fabero, dans la province de León. Elle est mariée et mère d'une fille.

## Études et carrière
Amparo Valcarce est titulaire d'une licence en géographie et en histoire de l'université d'Oviedo. Elle est ensuite professeure agrégée dans l'enseignement secondaire, période au cours de laquelle elle assume la direction d'un lycée, puis professeure des universités en géographie et en histoire. Elle rejoint ensuite les services de l'inspection de l'Éducation, et atteint le grade d'inspectrice provinciale en chef.

## Parcours politique

### Débuts
Amparo Valcarce est élue en 1991 conseillère municipale de sa ville natale et accomplit deux mandats de quatre ans. Elle siège également au conseil de la comarque d'El Bierzo de 1995 à 1999. Aux élections générales de 1996, elle entre au Congrès des députés comme représentante de la circonscription de León, un mandat qu'elle conserve en 2000, 2004 et 2008.
Elle fait partie de la direction provisoire présidée par Manuel Chaves et mise sur pied à la suite de la déroute des élections de 2000 afin de préparer le prochain congrès du PSOE.

### Secrétaire d'État sous Zapatero
Après que le Parti socialiste ouvrier espagnol a retrouvé le pouvoir en 2004, Amparo Valcarce est nommée secrétaire d'État aux Services sociaux, à la Famille et au Handicap au ministère du Travail. Elle est confirmée en 2008 avec le titre de « secrétaire d'État à la Politique sociale, à la Famille, à la Dépendance et au Handicap » au ministère de l'Éducation.
À ce poste, elle est la principale architecte de la loi sur la dépendance, qui institue un système public de financement de l'assistance à l'autonomie des personnes, en lien avec les communautés autonomes.
En 2008, le nouveau secrétaire général du Parti socialiste de Castille-et-León-PSOE (PSCyL-PSOE) Óscar López en fait la vice-secrétaire générale de sa commission exécutive régionale.

### Dans la Région de Madrid
Amparo Valcarce quitte la haute administration ministérielle en 2009 pour devenir déléguée du gouvernement dans la communauté de Madrid. Elle apporte en 2010 son soutien au secrétaire général du PSOE de Madrid Tomás Gómez face à la ministre de la Santé Trinidad Jiménez lors de l'élection primaire pour désigner le chef de file aux élections régionales du 22 mai 2011.
Vainqueur du scrutin interne, Tomás Gómez annonce le 24 janvier 2011 qu'Amparo Valcarce sera « numéro deux » de sa liste de candidats pour les élections régionales. Après que l'ancien maire de Madrid Juan Barranco a décidé de se retirer de la vie politique, elle est élue le 5 février 2015 deuxième vice-présidente de l'Assemblée de Madrid par 43 voix pour et 76 votes blancs.
À l'approche des élections régionales du 24 mai 2015, elle appelle à l'organisation d'une primaire après que Tómas Gómez a été destitué par la direction nationale, mais elle se heurte au refus exprimé par la direction régionale provisoire. Elle renonce alors à se présenter au processus de consultation des militants organisé sur plusieurs jours. Après la désignation d'Ángel Gabilondo comme tête de liste, elle n'est pas reconduite comme candidate pour un deuxième mandat parlementaire.

### Retour aux côtés de Margarita Robles
En 2018, Amparo Valcarce revient en politique comme directrice générale du Recrutement et de l'Enseignement militaire au sein du ministère de la Défense. Elle est promue sous-secrétaire de la Défense en juin 2020, quelques mois après la formation du nouveau gouvernement de coalition de Pedro Sánchez, par la ministre Margarita Robles.
Après que le gouvernement a destitué la directrice du Centre national du Renseignement (CNI) Paz Esteban et l'a remplacée par Esperanza Casteleiro, Amparo Valcarce est choisie pour succéder à cette dernière en qualité de secrétaire d'État à la Défense en mai 2022.